# Никитинка (Ивановская область)
Никитинка — деревня в Ильинском районе Ивановской области. Входит в состав Аньковского сельского поселения.

## География
Находится в юго-западной части Ивановской области на расстоянии приблизительно 15 км на юг-юго-восток по прямой от районного центра села Ильинское-Хованское на правом берегу реки Ухтомка.

## История
Нанесена была на карту еще 1808 года. В 1859 году здесь (тогда деревня в составе Юрьевского уезда Владимирской губернии) было учтено 11 дворов.

## Население
Постоянное население составляло 54 человека (1859 год), 16 в 2002 году (русские 100 %), 9 в 2010.